# Sarcòfag d'Altıkulaç

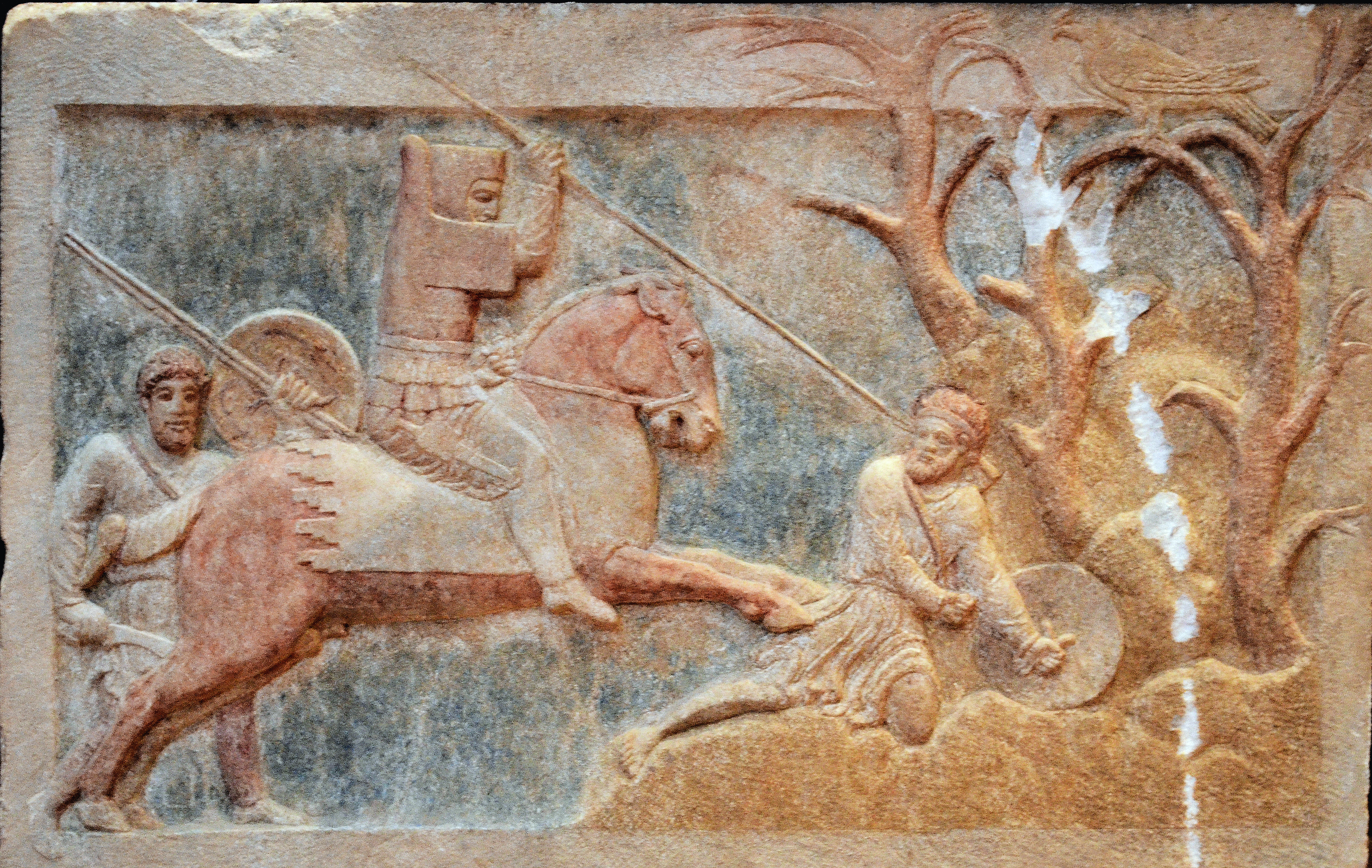
Escena de batalla: un mercenari grec peltasta (esquerra) i un cavaller aquemènida de la Frígia hel·lespòntica (centre) ataca a un grec gimneta (dreta), Sarcòfag d'Altıkulaç, principis del segle IV ae

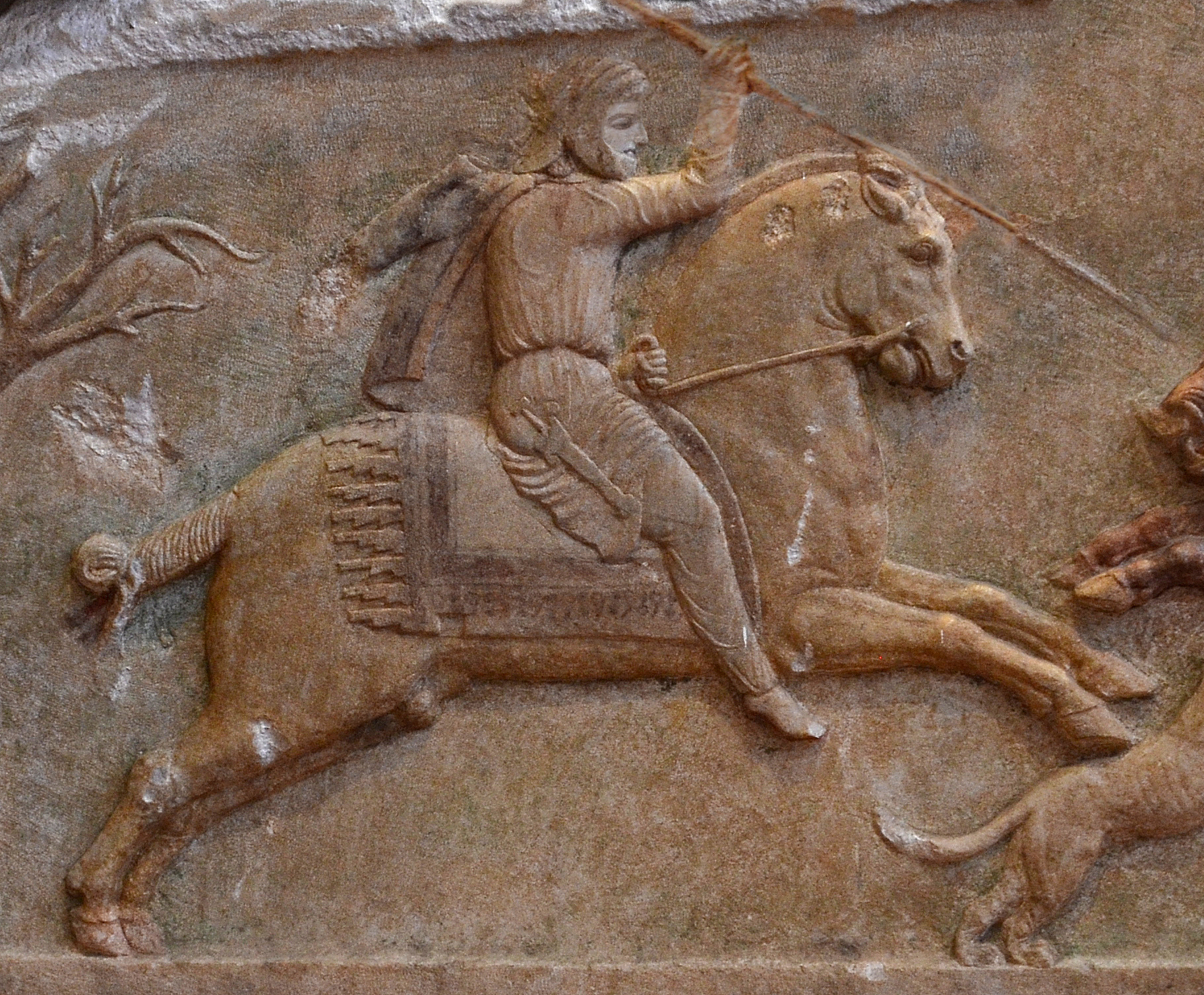
Escena de caça del senglar

El Sarcòfag d'Altıkulaç, o Sarcòfag Çan, és un sarcòfag de principis del segle iv abans de la nostra era (400-375 ae). És d'estil grecopersa. El sarcòfag es va trobar al 1998 a la tomba que cobria el Túmul Çingenetepe, al poble d'Altikulac, a prop de Çan, a l'est de la Tròada, aproximadament a mig camí entre Troia i Dascilèon, l'antiga capital de la Frígia helespòntica. Fou saquejat i danyat per lladres de tombes, però gran part dels relleus es conserva. És de marbre pintat i tallat en baix relleu, i data de la primeria del segle IV ae. És contemporani de les famoses tombes de Lícia.
El sarcòfag degué pertànyer a un membre de la dinastia anatòlica de la Frígia helespòntica. La cara més llarga està decorada amb dues escenes de cacera, d'una daina en la banda esquerra, i d'un senglar en la dreta. La cara més curta del sarcòfag té una escena de batalla, amb un guerrer amb armadura muntat a cavall, acompanyat d'un escuder, llançant a un soldat caigut amb armes lleugeres, probablement un gimneta grec, la seua llança. El genet deu ser el difunt del sarcòfag.
Els altres dos costats no tenen decoració. El sarcòfag prové d'una llarga tradició d'iconografia reial de l'Orient Pròxim, especialment visible a les tombes d'Àsia Menor. Aquesta iconografia fa un paral·lelisme entre la caça i el combat. La tomba s'hauria fet en vida del mort, i il·lustra les accions de la seua vida.
Donada la data i circumstància d'aquest sarcòfag, el representat en la caça i lluitant en batalla pot estar relacionat amb el sàtrapa de la Frígia helespòntica, Farnabazos II, que lluità en diverses ocasions contra els grecs, en concret contra Agesilau II quan aquest va atacar i devastar l'àrea al voltant de Dascilèon el 395 ae.
Els ossos del sarcòfag pertanyen a un home de complexió forta, d'uns 1,70 m a 1,75 m d'alçada, que va morir entre els 25 i 28 anys. Va caure des d'una altura a gran velocitat, probablement del cavall durant el combat, i li quedaren les cames aixafades. Va sobreviure uns anys discapacitat, amb les cames desalineades en curar-se malament, abans de morir.
El sarcòfag es mostrava en el Museu Arqueològic de Çanakkale, amb un altre destacat sarcòfag més antic del segle vi ae, el Sarcòfag de Políxena, però després tots dos van es traslladaren al Museu de Troia.

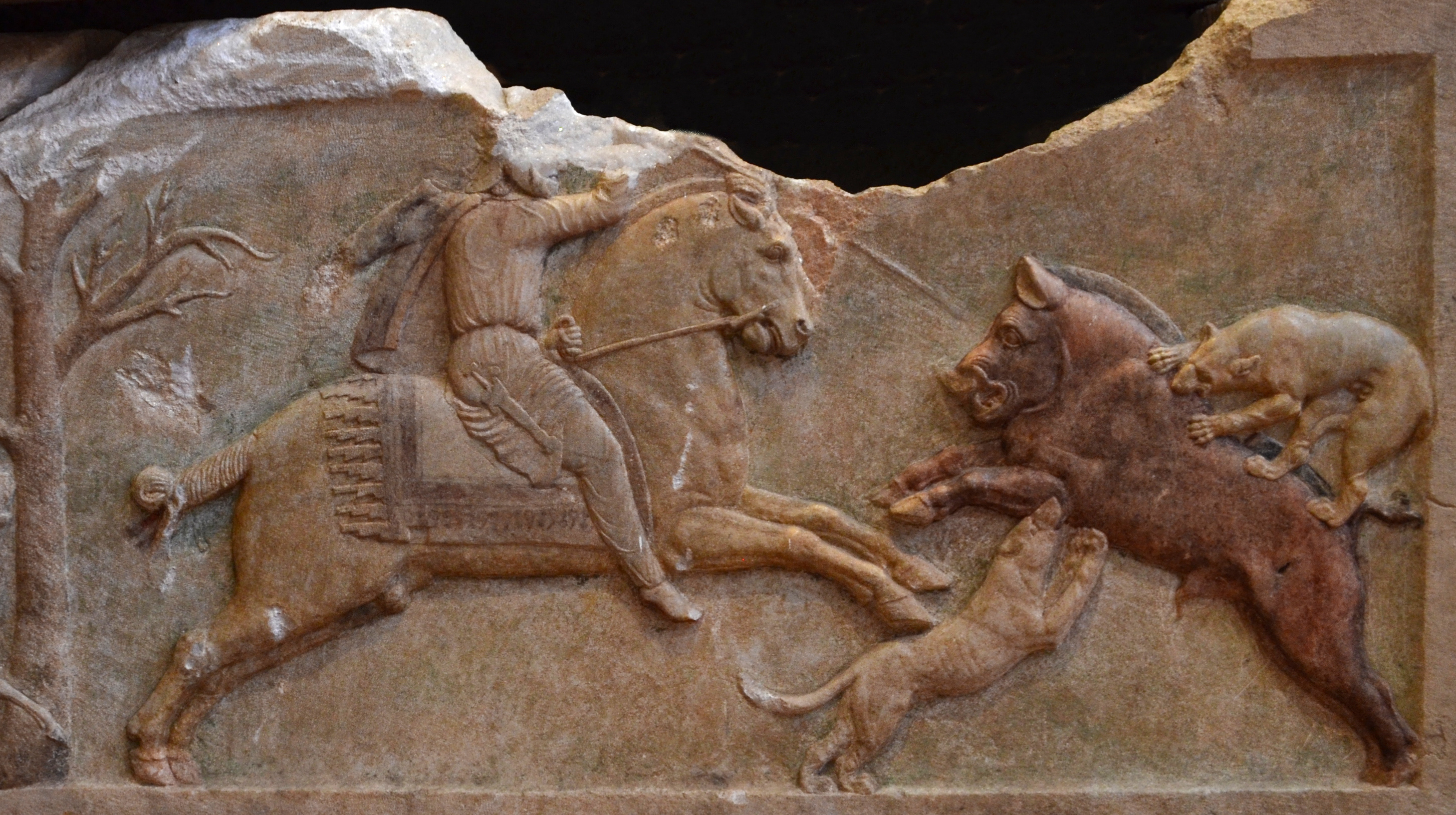
Escena de caça del senglar
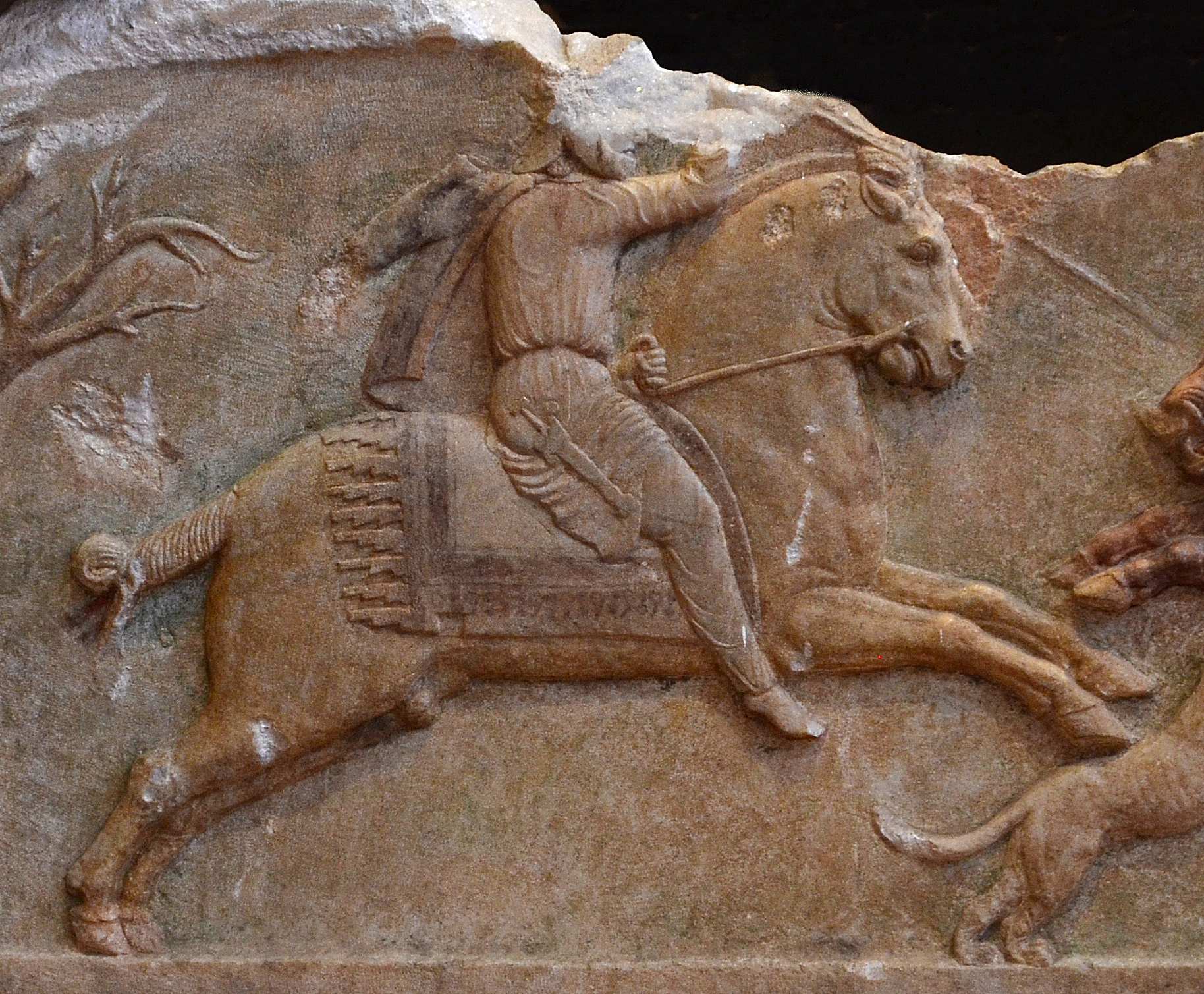
Escena de caça del senglar (detall del caçador)
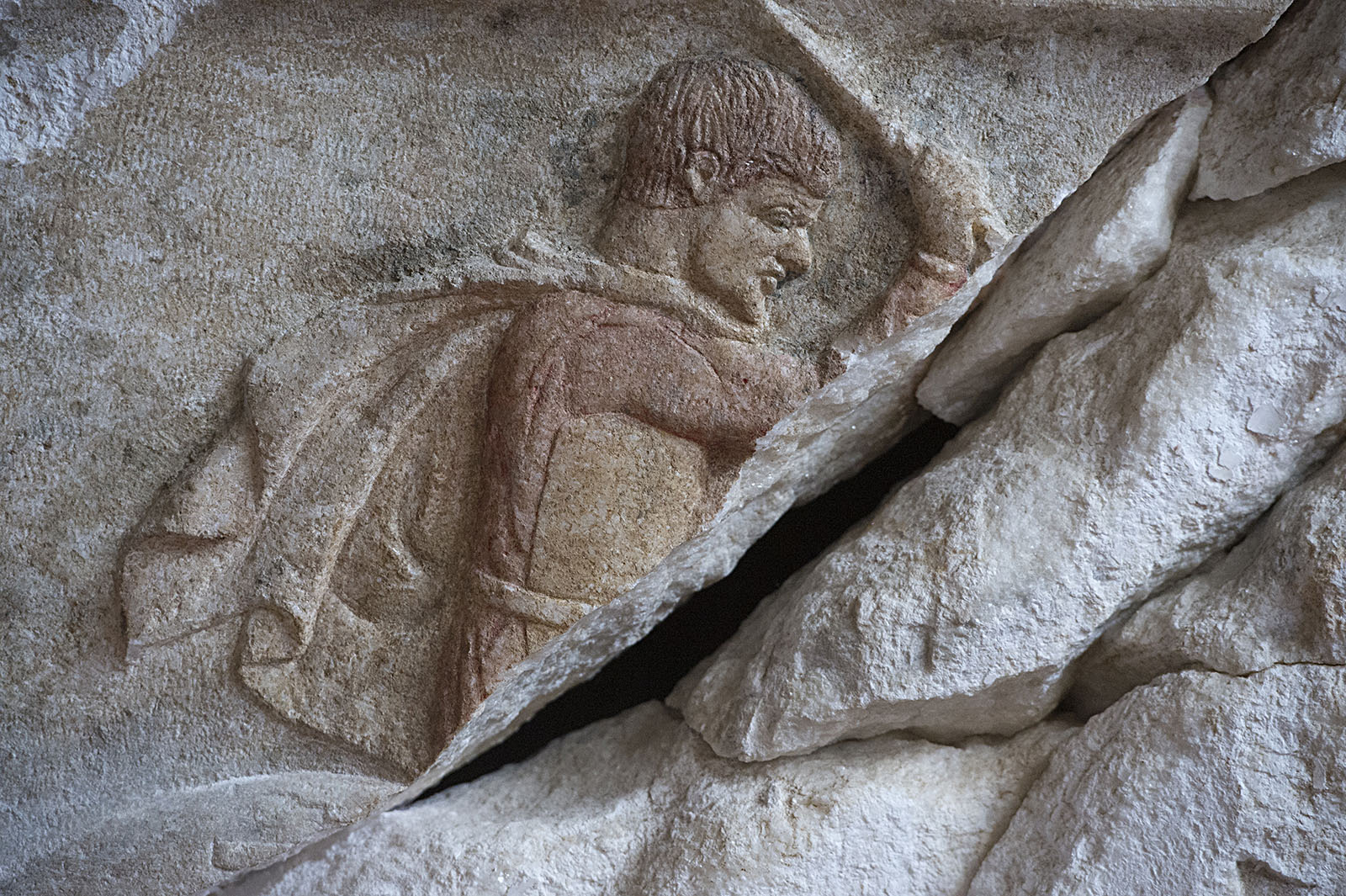
Sarcòfag d'Altıkulaç al Museu de Troia, detall de la caça de la daina
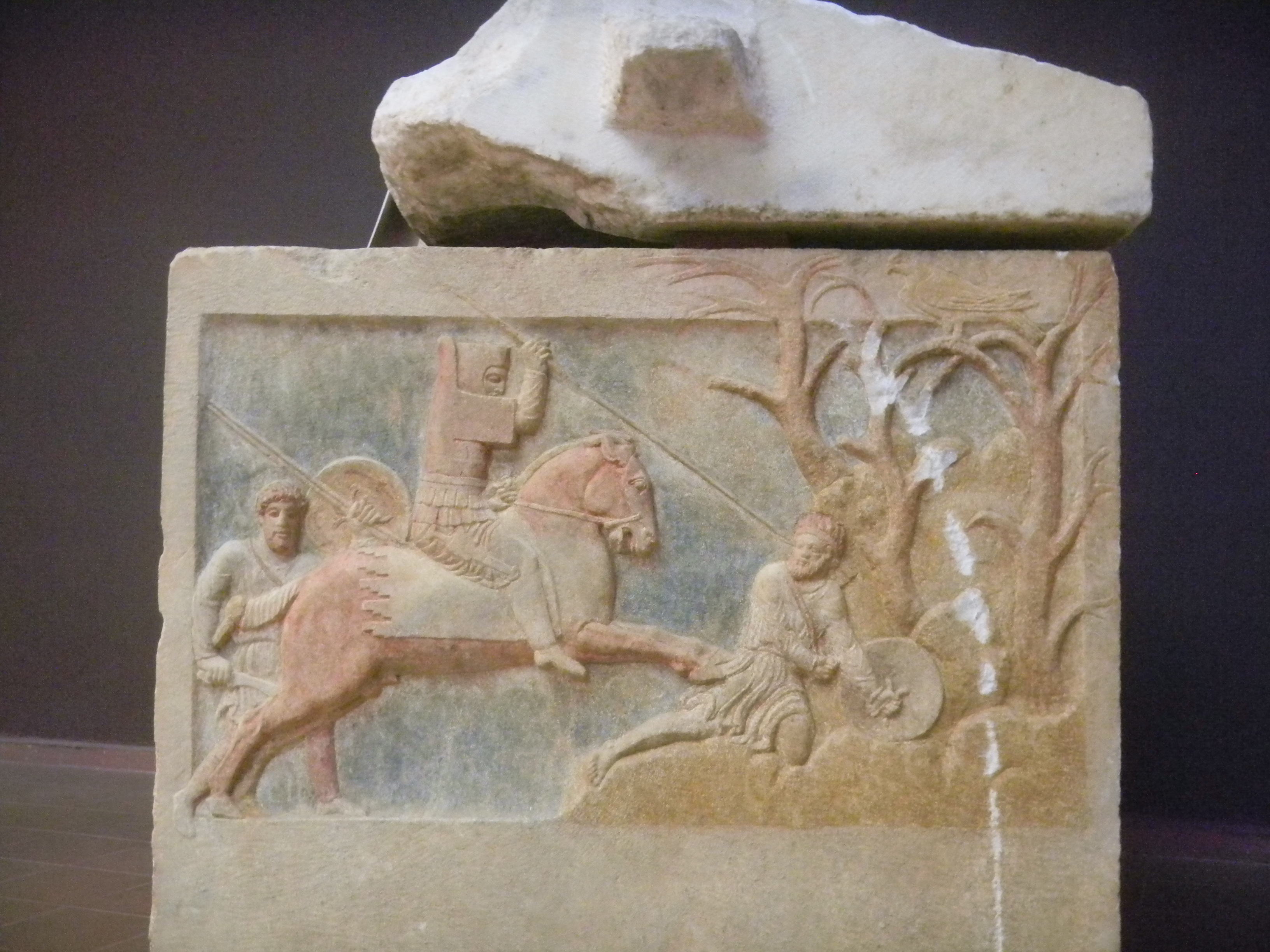
Escena de batalla
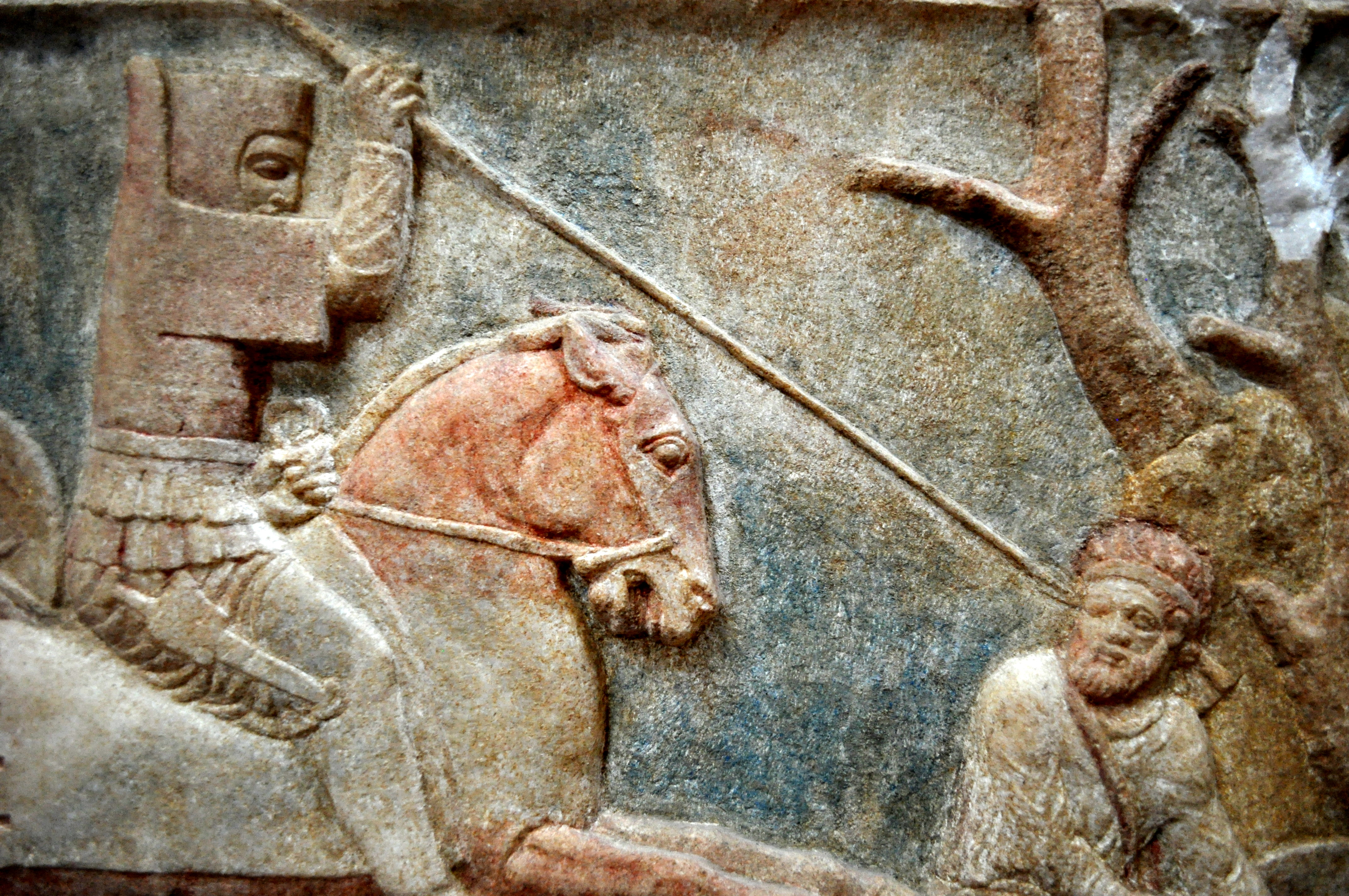
Escena de batalla (detall)
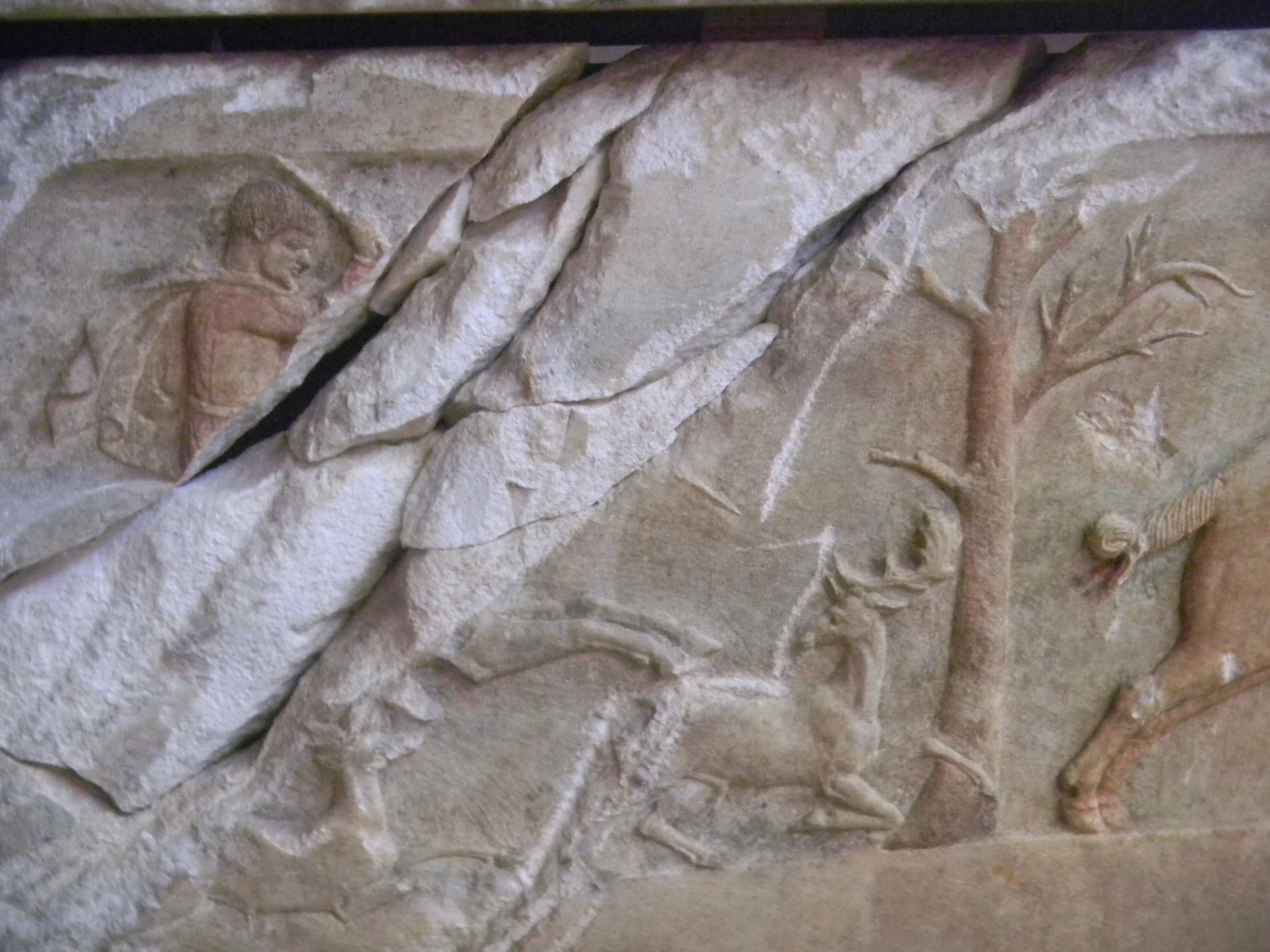
Escena de caça de la daina (detall)
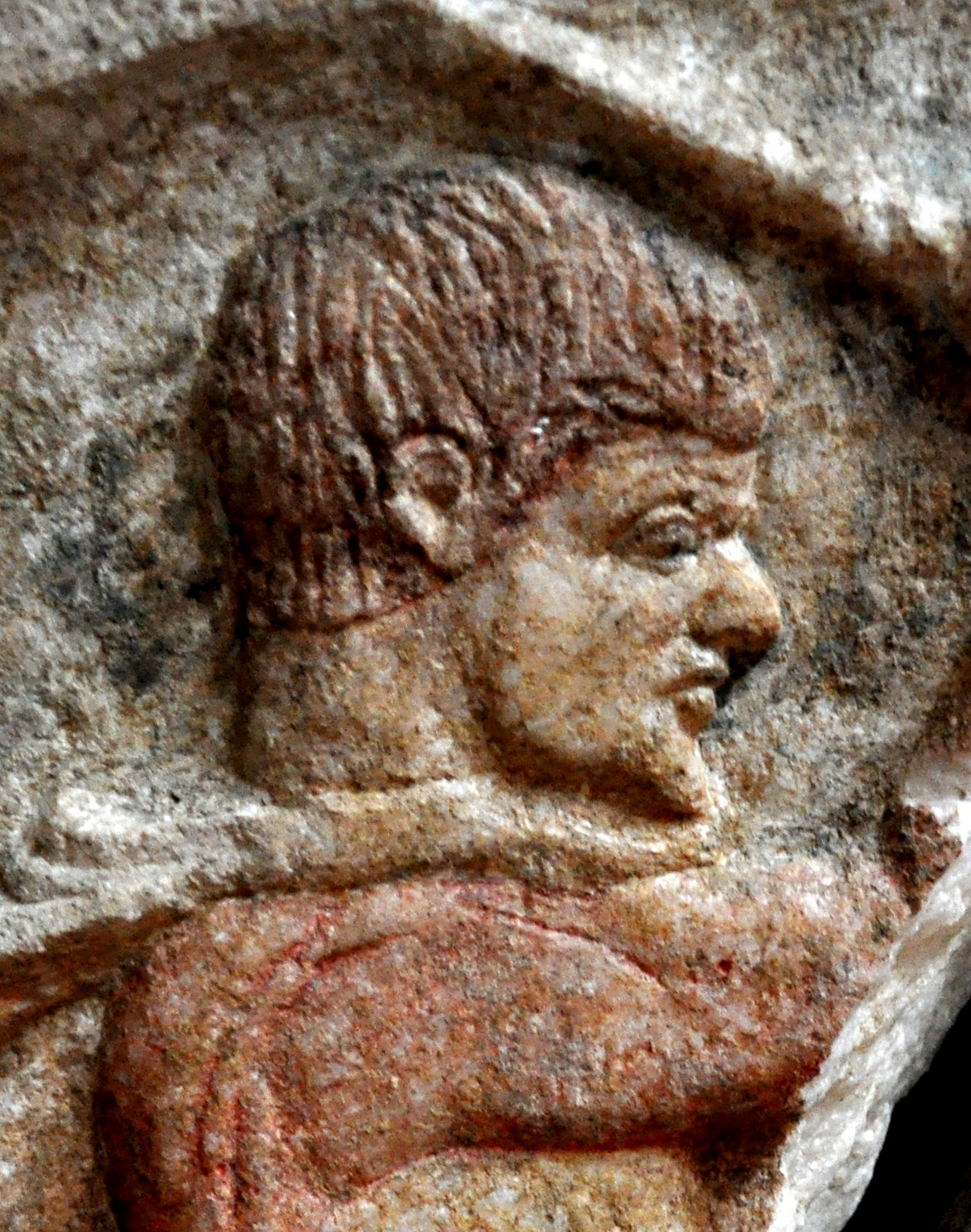
Perfil d'un dels caçadors (escena de la caça de la daina)